# Xanthorhoe insperata
Xanthorhoe insperata är en fjärilsart som beskrevs av Alexander Michailovitsch Djakonov 1926. Xanthorhoe insperata ingår i släktet Xanthorhoe och familjen mätare. Inga underarter finns listade i Catalogue of Life.